# The Picture Show Man
Pour plus de détails, voir Fiche technique et Distribution.
The Picture Show Man est un film australien réalisé par John Power, sorti en 1977.

## Fiche technique
- Titre : The Picture Show Man
- Réalisation : John Power
- Scénario : Lyle Penn et Joan Long
- Musique : Peter Best
- Pays d'origine : Australie
- Format : Couleurs - 1,85:1 - Mono
- Genre : comédie dramatique
- Date de sortie : 1977

## Distribution
- John Meillon : Pym
- Rod Taylor : Palmer
- John Ewart : Freddie
- Harold Hopkins : Larry
- Sally Conabere : Lucy
- Patrick Cargill : Fitzwilliam
- Judy Morris : Miss Lockhart